# La Jalousie des dieux
Pour plus de détails, voir Fiche technique et Distribution.
La Jalousie des dieux (en russe : Зависть богов - Zavist bogov) est un film russe de Vladimir Menchov sorti en 2000.

## Synopsis
L'histoire se déroule à Moscou en fin d'été, début d'automne 1983. Sonia (Vera Alentova), l'héroïne principale, est rédactrice de télévision. Sonia a un fils adolescent ainsi qu'un mari, écrivain de talent, qui  gagne mal sa vie. Dans le cadre d'un dîner professionnel où le couple reçoit à son domicile un général français (Gérard Depardieu), Sonia rencontre un interprète, André (Anatoli Lobotski), français également. Coup de foudre. Commence alors une passion torride, qui ne durera que quelques jours : le 2 septembre, un avion Boeing sud-coréen est abattu par les forces armées soviétiques ; André publie un article très critique à l'égard de l'URSS et est expulsé sur le champ.

## Fiche technique
- Titre : La Jalousie des dieux
- Titre original : Зависть богов, Zavist bogov
- Réalisation : Vladimir Menchov
- Scénario : Marina Mareeva, Vladimir Menchov
- Musique :  Viktor Lebedev, (texte des chansons : Youri Riachentsev)
- Photographie : Vadim Alissov (ru)
- Montage : Svetlana Ivanova
- Décors : Valeri Filippov
- Producteur : Aleksandr Litvinov, Vladimir Menchov
- Producteur exécutif : Natalia Popova
- Format : 35 mm - Couleur - Stéréo
- Pays :  Russie
- Dates de sortie en salles : 
  - États-Unis : 15 octobre 2000 (Festival international du film de Chicago)
  - Russie : 16 octobre 2000 (Moscou) (première)
  - Hong Kong : 21 septembre 2002 (Russian Film Week)

## Distribution
- Vera Alentova : Sonya
- Anatoli Lobotski : André
- Alexandre Feklistov : Sergueï
- Gérard Depardieu : Bernard
- Larissa Oudovitchenko : Irina
- Irina Skobtseva : mère de Sonya
- Vladlen Davydov : père de Sonya
- Lioudmila Ivanova : belle-mère de Sonya
- Leonid Trouchkine : Vadim
- Alexandre Vorochilo : Krapivine
- Nina Agapova : Kaleria
- Marina Dioujeva : Natacha, amie de Sonya
- Vladimir Eremine : mari de Natacha
- Youri Kolokolnikov : fils de Sonya
- Viktor Pavlov : Vilen
- Valeri Prokhorov : camionneur
- Natalia Khorokhorina : administratrice d'hôtel
- Valentina Ouchakova : cheminote
- Igor Kirillov : présentateur de télévision